# Antechinus stuartii
Antechinus stuartii är en pungdjursart som beskrevs av Alexander Macleay 1841. Antechinus stuartii ingår i släktet pungspetsekorrar och familjen rovpungdjur. IUCN kategoriserar arten globalt som livskraftig. Inga underarter finns listade. Arten är uppkallad efter den skotska upptäcktsresande John McDouall Stuart.

## Utseende
Vikten varierar mellan 17 och 71 g. Könsdimorfismen är betydlig med hannar som är 20 till 100 procent tyngre än honor.
Den korta, täta och lite styva pälsen har på ovansidan en gråbrun färg och undersidans päls är lite ljusare. Även på svansen förekommer hår. Allmänt kännetecknas arten av en spetsig nos med rosa spets, av mörkbruna ögon och av ganska stora öron. Antechinus stuartii tillhör pungdjuren men honor saknar fullständig pung (marsupium). De har i fuktiga regioner 6 spenar och i torra områden upp till 10 spenar. Före ungarnas födelse utvecklas däremot hudveck på undersidan som skyddar ungarna.
Kroppslängden (huvud och bål) är 70 till 140 mm och därtill kommer en lika lång eller lite kortare svans.

## Utbredning
Pungdjuret förekommer i en bredare remsa längs östra Australiens kustlinje, ungefär från Brisbane till Canberra. Arten vistas där i låglandet och på upp till 1 500 meter höga bergstrakter. Habitatet utgörs av olika skogar och delvis av områden som förändrats av människan.

## Ekologi
Arten är vanligen nattaktiv men under den kalla årstiden kan den leta på dagen efter föda. Antechinus stuartii äter främst skalbaggar, kackerlackor, spindlar och andra ryggradslösa djur. I mindre mått ingår små ryggradsdjur som gnagare samt blommornas pollen i födan. Djuret har en hög ämnesomsättning och ibland äter den 60 procent av sin egen vikt per dygn.
Antechinus stuartii bygger bon av växtdelar som göms i trädens håligheter, i bergssprickor, i övergivna fågelbon eller i grottor. Honor med ungar lever under den varma årstiden ensam. Under den kalla årstiden kan upp till 18 exemplar av olika kön använda samma näste. Individerna kan tidvis inta ett stelt tillstånd (torpor) för att spara energi. Före parningstiden flyttar hannar till ett annat ställe och bildar ungkarlsgrupper. Varje hona skapar åter ett eget näste och besöker hannarna för parningen.
Liksom hos andra pungspetsekorrar finns en två veckor lång parningstid mellan augusti och september. Parningen börjar tidigast i utbredningsområdets södra del. Framgångsrika hannar kan para sig med flera honor. Vid slutet av parningstiden dör alla hannar och bara dräktiga honor finns kvar. Efter ungefär fyra veckor föder honan 6 till 10 ungar. Vid följande parningstid är de nyfödda hannarna könsmogna. Ungarna diar sin mor cirka 50 dagar.